# Shantui
Shantui Construction Machinery Co., Ltd. (кит. упр. 山推工程机械股份有限公司, «Шантуй строительная техника») — китайская компания, производитель землеройных и дорожно-строительных машин, штаб-квартира Цзинин, Китай. Входит в состав государственной компании «Группа тяжелой промышленности Шаньдуна». Основной продукцией являются бульдозеры, ковшовые и вилочные погрузчики, экскаваторы, дорожные катки, автогрейдеры, асфальтоукладчики.

## Описание
Компания основана в 1980 году. Предшественником компании была Shandong Bulldozer General Factory. В 1997 году открыто совместное предприятие Xiaosongshan Push Construction Machinery Co., Ltd. с японской компанией Komatsu.
Компания является крупнейшим производителем бульдозеров в Китае, занимая на 2006 год 40 % внутреннего рынка. Компания стала крупнейшим производителем бульдозеров в мире в 2010 году, выпустив более 10 000 единиц за год, или 2 из 5 бульдозеров на гусеничном ходу, произведенных в мире. Следующим крупнейшим производителем по объёму производства является Caterpillar.
Завода в России и СНГ не имеет, экспортирует свою продукцию через дистрибьюторов из Китая.